# Schaumburg-Lippische Landes-Zeitung
Bei der Schaumburg-Lippischen Landes-Zeitung handelt es sich um eine kleine Lokalzeitung mit einer verkauften Auflage von 2089 Exemplaren, einem Minus von 34,3 Prozent seit 1998.
Sie erscheint in der Stadt Bückeburg und im Landkreis Schaumburg in der Grimmeschen Hofbuchdruckerei, einer Zweigniederlassung der C. Bösendahl GmbH & Co. KG, Rinteln (Schaumburger Zeitung). Dieser Verlag ist zwar formal unabhängig, gehört aber wiederum zu 90 Prozent dem Verlag C.W. Niemeyer aus Hameln (Deister- und Weserzeitung) und zu 10 Prozent der Verlagsgesellschaft Madsack.
Die Schaumburg-Lippische Landes-Zeitung konkurriert mit den Schaumburger Nachrichten (Stadthagen), die zu achtzig Prozent der Verlagsgesellschaft Madsack (Hannoversche Allgemeine Zeitung) gehört.

## Geschichte
Die Schaumburg-Lippische Landes-Zeitung erschien erstmals im Jahr 1873 in Hannover-Herrenhausen. 1889 wurde das Blatt an ein Konsortium von Mitgliedern der Konservativen Partei im damaligen Land Fürstentum Schaumburg-Lippe verkauft, hinter dem jedoch das Fürstenhaus stand. Der Sitz der Zeitung wurde danach nach Bückeburg verlegt, der Druck erfolgte seither bei der Hofbuchdruckerei August Grimme. Ab dem Folgejahr erschien die Zeitung täglich.
Anders als andere deutsche Heimatzeitungen war die Schaumburg-Lippische Landes-Zeitung nicht über den Verleger eng mit den Honoratioren von Stadt und Land verknüpft, sondern sie hatte als Organ des Fürsten den direkten Auftrag einer Meinungsbildung im landesherrschaftlichen Sinne.
In der Weimarer Republik nach dem Ersten Weltkrieg kam die Zeitung in den Einfluss der rechtskonservativen Deutsch-Nationalen Volkspartei (DNVP). Diese geriet seit Ende der 20er Jahre in das Fahrwasser der NSDAP und trat 1933 auch in das erste Kabinett Hitlers ein.
Wie die DNVP band sich auch die Schaumburg-Lippische Landes-Zeitung bereits 1933 eng an die NSDAP: Im Juni wurden die Schaumburg-Lippische Landes-Zeitung und das NS-Blatt Die Schaumburg zusammengelegt (gemeinsamer Titel Die Schaumburg. Schaumburg-Lippische Landes-Zeitung), wobei die Hofkammer der Fürsten von Schaumburg-Lippe an der fusionierten Zeitung einen Anteil von 45 Prozent erhielt.
Als 1934 die NSDAP vorgab, dass parteiamtliche Zeitungen von den Gauleitern zu übernehmen sind, verkaufte die Hofkammer ihren Anteil. Die Schaumburg. Schaumburg-Lippische Landes-Zeitung war damit auch von der Eigentümerstruktur vollends zu einem NS-Kampfblatt geworden. Bei Kriegsende im Jahr 1945 stellte die Zeitung ihr Erscheinen ein.
1950 erfolgte die Wiedergründung der Schaumburg-Lippischen Landes-Zeitung, herausgegeben diesmal von der Familie des früheren Zeitungsdruckers, Mathilde Grimme und Sohn August.
Nach dem Tode von August Grimme wurde die Zeitung 1974 gemeinsam von den Verlagen Niemeyer (Hameln) und Bösendahl (Rinteln) übernommen, 1996 mit dem Verlag Bösendahl verschmolzen.

## Auflage
Die Schaumburg-Lippische Landes-Zeitung hat in den vergangenen Jahren leicht an Auflage eingebüßt. Die verkaufte Auflage ist in den vergangenen 10 Jahren um durchschnittlich 3,8 % pro Jahr gesunken. Im vergangenen Jahr hat sie um 7,7 % abgenommen. Sie beträgt gegenwärtig 2089 Exemplare. Der Anteil der Abonnements an der verkauften Auflage liegt bei 90,1 Prozent.
| 1998 | 1999 | 2000 | 2001 | 2002 | 2003 | 2004 | 2005 | 2006 | 2007 | 2008 | 2009 | 2010 | 2011 | 2012 | 2013 | 2014 | 2015 | 2016 | 2017 | 2018 | 2019 | 2020 | 2021 | 2022 | 2023 | 2024 |
| ---- | ---- | ---- | ---- | ---- | ---- | ---- | ---- | ---- | ---- | ---- | ---- | ---- | ---- | ---- | ---- | ---- | ---- | ---- | ---- | ---- | ---- | ---- | ---- | ---- | ---- | ---- |
| 3181 | 3288 | 3642 | 3702 | 3699 | 3695 | 3563 | 3510 | 3420 | 3433 | 3409 | 3355 | 3315 | 3277 | 3218 | 3124 | 3078 | 2985 | 2948 | 2939 | 2883 | 2785 | 2728 | 2663 | 2456 | 2264 | 2089 |

Als eine der ganz wenigen heute noch bestehenden Zeitungen konnte die Schaumburg-Lippische Landes-Zeitung ihre Auflage im Vergleich zum Jahr 1934 (Auflage damals 5.300 Exemplare) nicht erhöhen.